# Hypomenorré
Hypomenorré är en medicinsk term för en menstruationsstörning med antingen korta menstruationscykler eller med minskade blödningsmängder under menstruationen. Korta menstruationscykler leder ofta till problem med ägglossningen.

## Symtom
Hypomenorré kan definieras som en kort menstruationscykel, ett tillstånd som också kallas polymenorré. Polymenorré innebär att menstruationscykeln understiger 21 dagar, det vill säga att det dröjer mindre än 21 dagar mellan två menstruationer. Med måttliga menstruationsblödningar avses som regel att blödningen är mindre än 30 milliliter.

## Orsaker
Hypomenorré kan bland annat bero på hormonstörningar. Det kan antingen kan vara en sjukdom i sig eller uppkomma till följd av förändrad livsstil, till exempel stress.